# Postmeister

Samuel Maurenbrecher
(1648–1690), Herzoglich Jülisch-Bergisch privilegierter Postmeister zu Düsseldorf

Der Postmeister (englisch Postmaster) ist der verantwortliche Beamte oder Offizier, der für die Zustellung und den Transport von Briefen und anderen postalischen Nachrichten zuständig ist. Als Postmeister wurden in der frühen Postgeschichte die Postorganisatoren und Kuriermeister, wie Franz von Taxis, bezeichnet.
Zumeist untersteht dem Postmeister eine eigene Dienststelle, zu der mehrere Briefzusteller gehören. Mit dem Einzug moderner Technik in das Postwesen gab es dann auch sogenannte Schiffspostmeister oder Flugschiffspostmeister. Der erste deutsche Flugschiffspostmeister war der Navigationsoffizier Wilhelm Niemann auf dem Flugschiff Dornier Do X.
In der EDV versteht man unter einem Postmeister (engl. Postmaster) die Person, die für die Serverdienste zur Nachrichtenzustellung verantwortlich ist.

## Geschichte
Nach dem Postvertrag vom 1. März 1501 zwischen dem burgundischen Herzog Philipp dem Schönen und Franz von Taxis galt dieser als Hauptpostmeister der Burgundischen Niederlande (capitaine et maistre de nos postes). Später wurde der Begriff verallgemeinert, sodass auch die Leiter von untergeordneten Poststationen im Volksmund als Postmeister bezeichnet wurden.
Im Sprachgebrauch der von den (Thurn und) Taxis betriebenen Habsburger Post und Kaiserlichen Reichspost blieb es bei Posthaltern und übergeordneten Postverwaltern. Nur Postamtsleiter der im späten 17. Jahrhundert konkurrierenden Landespostanstalten wurden als Postmeister bezeichnet. Diese Postmeister wurden durch landesherrliches Privileg mit dem Postbetrieb (Postwagen zum Personentransport, Paket- und Brieftransport) beauftragt. Oft war das Privileg vererbbar. Aus den Zusammenschlüssen der verschiedenen Postunternehmen entstand im 19. Jahrhundert die moderne Post.

## Generalpostmeister

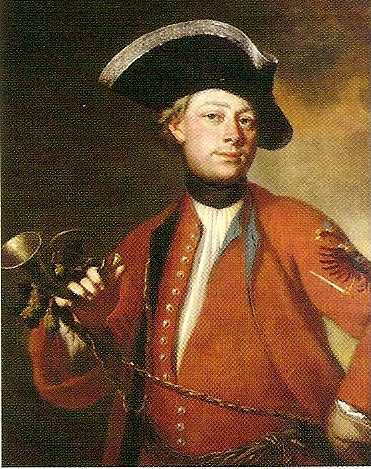
Generalerbpostmeister Anselm Franz von Thurn und Taxis in der Uniform eines Kaiserlichen Postmeisters (vor 1714)

Generalpostmeister (französisch Maître général des postes, englisch Postmaster General) war im historischen Postwesen der Titel für den obersten Postmeister eines Landes.

### Historische Entwicklung

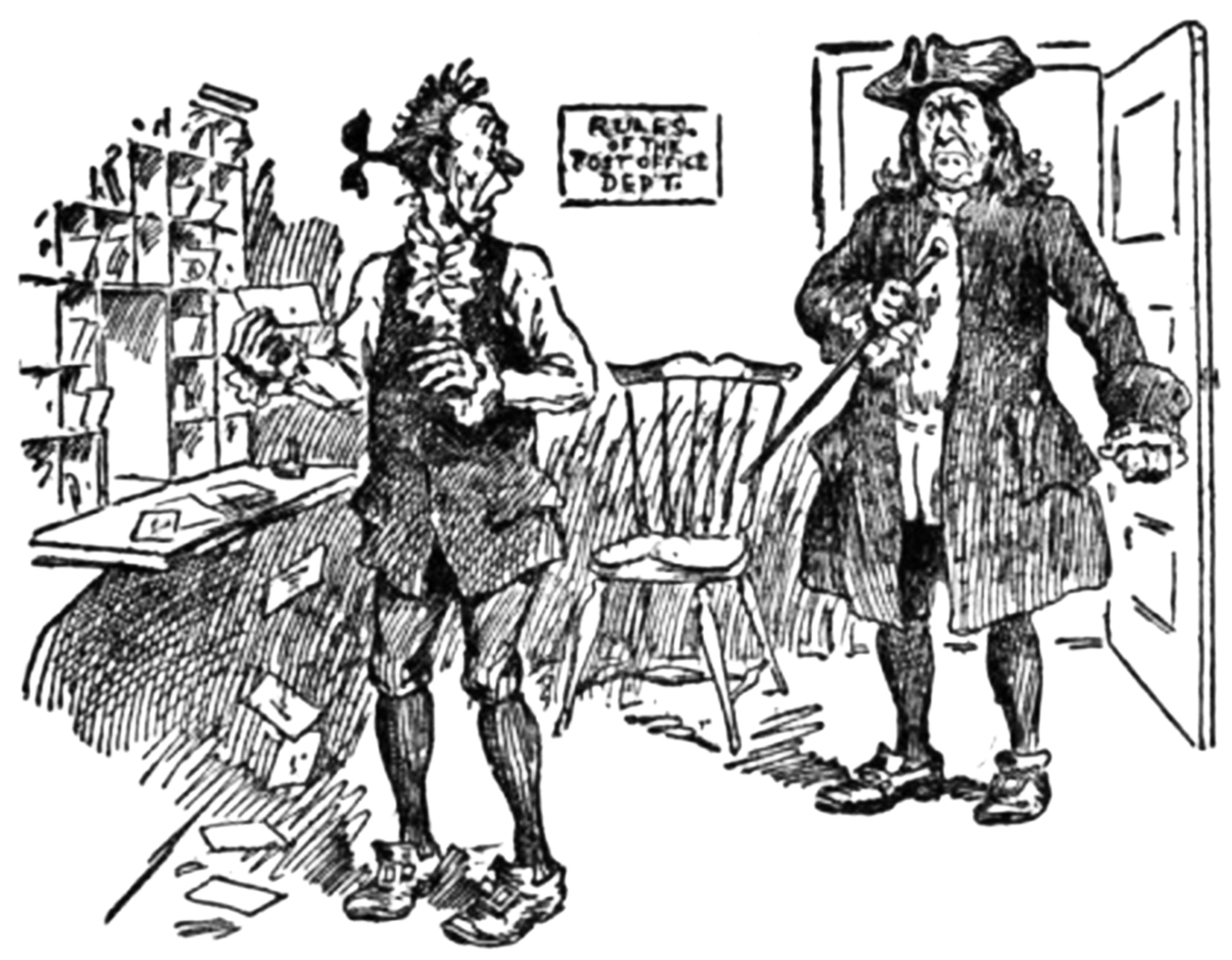
Benjamin Franklin, der erste U. S. Postmaster General, in einer Karikatur von 1894

Im Postvertrag von 1501 ernannte Herzog Philipp der Schöne seinen Postmeister Franz von Taxis in den Niederlanden zum capitaine et maistre de nos postes (Leiter und Meister unserer Posten, Hauptpostmeister). Diesen Titel trugen auch Franz und Johann Baptista von Taxis in den Postverträgen von 1516 und 1517.
Der Titel Generalpostmeister ist erstmals im Jahre 1520 belegt, als Johann Baptista von Taxis in seinem Bestallungsdekret durch Karl V. zum chief et maistre general de noz postes par tous noz royaumes, pays et seigneuries (Leiter und Generalpostmeister in allen unseren Ländern und Herrschaftsbereichen) ernannt wurde.
Das Amt des Generalpostmeisters, später auch Generalobristpostmeister genannt, wurde von den Spanischen Habsburgern und vom Kaiser bis 1615 als Reichslehen an Mitglieder der Familie der Taxis verliehen. Seit dem 27. Juli 1615 wurde das Amt im Heiligen Römischen Reich erblich und bis 1806 vom ältesten Sohn aus der Familie der Thurn und Taxis als Leiter der Kaiserlichen Reichspost ausgeübt.
Der Generalpostmeister war für den reibungslosen Ablauf im Postwesen zuständig und hatte sogar eine begrenzte Gerichtsbarkeit über seine Untergebenen. In seinem Auftrag entstanden neue Postkurse, er verpflichtete Postmeister und Posthalter und verhandelte in Kriegszeiten mit Abgesandten der feindlichen Mächte, um einen geordneten Briefverkehr zu ermöglichen. Als Lehnsträger war er direkt dem Kaiser und bis zum Ende des Niederländischen Postgeneralats im Spanischen Erbfolgekrieg 1701 zusätzlich dem spanischen König unterstellt.
Heinrich von Stephan, bis dahin Generalpostdirektor, wurde nach der deren Neuorganisation zum 1. Januar 1876 zum Generalpostmeister der Reichspost; ein Titel, den er bis zur Gründung des Reichspostamtes 1880 führte.
Generalpostmeister gab es von 1609 bis 1969 auch im Vereinigten Königreich. In einigen Staaten, die aus früheren Britischen Kolonien entstanden, hat sich der Titel erhalten. So gibt es in den Vereinigten Staaten seit 1775 das Amt des United States Postmaster General. Von 1792 bis zur Neuorganisation der ihm unterstellten Behörde zum United States Postal Service 1971 war dieser Mitglied des Kabinetts im Ministerrang. Seine Amtszeit ist auf 8 Jahre begrenzt.

## Literarische Adaptionen
Alexander Puschkin veröffentlichte in Die Geschichten des verstorbenen Iwan Petrowitsch Belkin seine 1830 entstandene Novelle Der Postmeister. Frei nach dem Original entstand 1940 Gustav Ucickys gleichnamiger Kinofilm.
1891 entstand Rabīndranāth Ṭhākurs Erzählung Der Postmeister, die Satyajit Ray 1961 in seinem Episodenfilm Drei Töchter verfilmte.
2016 veröffentlichte die deutsche Schriftstellerin Helga Glaesener ihren historischen Roman Die Postmeisterin.